# Simon Kroon
Simon Robert Kroon (* 16. června 1993) je švédský fotbalový záložník a bývalý mládežnický reprezentant, od roku 2016 hráč dánského klubu SønderjyskE.

## Klubová kariéra
- IF Limhamn Bunkeflo (mládež)
- Malmö FF (mládež)
- Malmö FF 2011–2015
- SønderjyskE 2016–

## Reprezentační kariéra
Forsberg nastupoval za švédskou mládežnickou reprezentaci U19 a U21.